# L'Intrigante de Pollensa
L'Intrigante de Pollensa (Problem at Pollensa Bay), est une nouvelle policière d'Agatha Christie mettant en scène Parker Pyne.
Initialement publiée en novembre 1935 dans la revue The Strand Magazine au Royaume-Uni, cette nouvelle a été reprise en recueil en 1939 dans The Regatta Mystery and Other Stories aux États-Unis. Elle a été publiée pour la première fois en France dans le recueil Marple, Poirot, Pyne... et les autres en 1986.

## Publications
Avant la publication dans un recueil, la nouvelle avait fait l'objet de publications dans des revues :
- en novembre 1935, au Royaume-Uni, dans le no 539 de la revue The Strand Magazine[1] ;
- le 5 septembre 1936, aux États-Unis, sous le titre « Siren Business », dans la revue Liberty[1] ;
- en octobre 1956, aux États-Unis, dans le no 4 (vol. 6) de la revue The Saint Detective Magazine[2].

La nouvelle a ensuite fait partie de nombreux recueils :
- en 1939, aux États-Unis, dans The Regatta Mystery and Other Stories[1] (avec 8 autres nouvelles) ;
- en 1966, au Royaume-Uni, dans Thirteen for Luck! (avec 12 autres nouvelles) ;
- en 1986, en France, dans Marple, Poirot, Pyne... et les autres (avec 7 autres nouvelles) ;
- en 1991, au Royaume-Uni, dans Problem at Pollensa Bay and Other Stories[1] (avec 7 autres nouvelles) ;
- en 2001, en France, dans Le Second Coup de gong (adaptation du recueil de 1991).